# Cucina romana

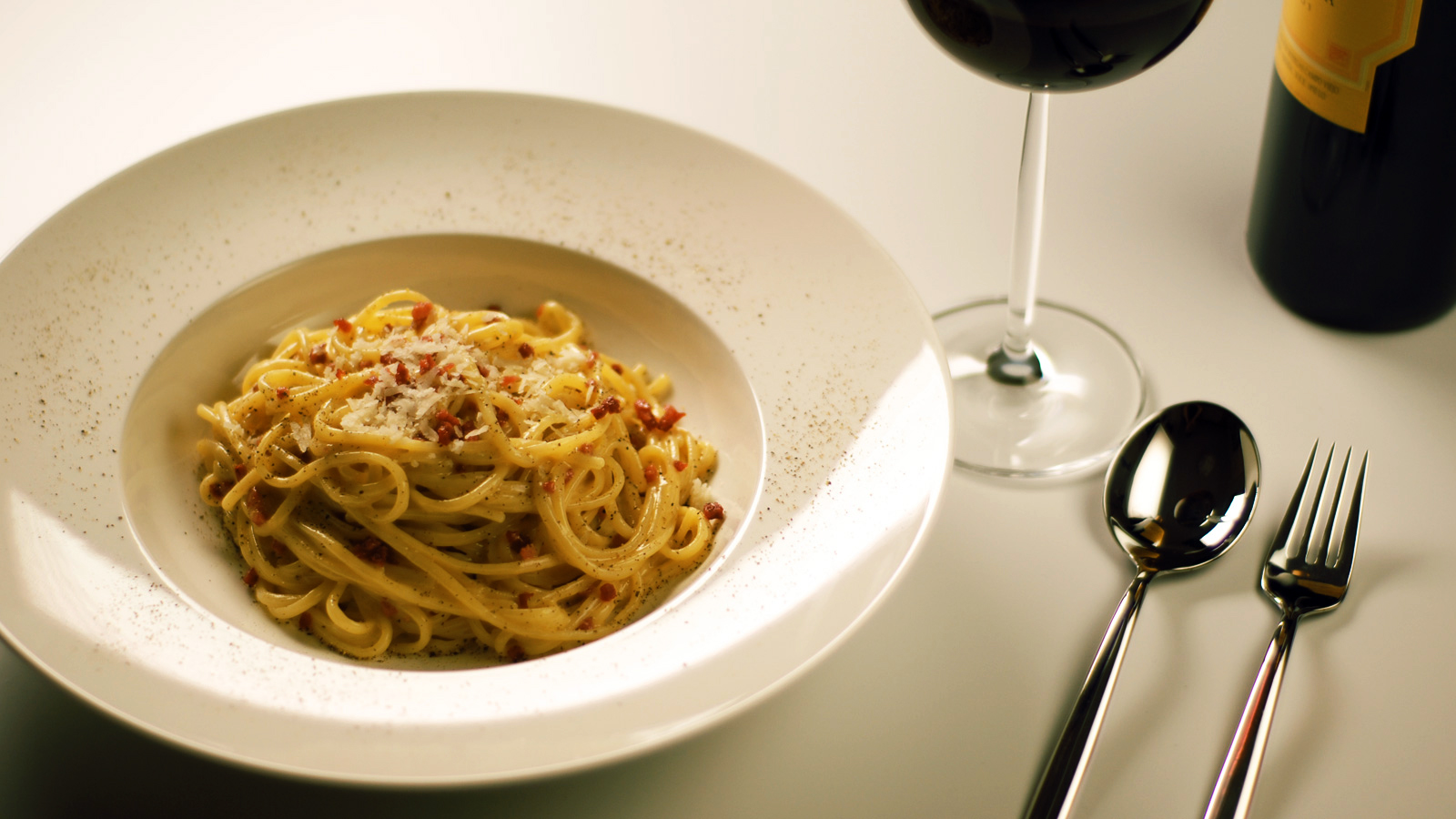
Un piatto di spaghetti alla carbonara, tipico della cucina romana

La cucina romana tradizionale è fondata su ingredienti di derivazione rurale e contadina. 
Si è sempre trattato di pietanze composte da materie prime provenienti dalla campagna romana e dalle limitrofe terre laziali. Queste zone di origine e produzione sono da sempre considerate molto fertili e produttivi, le specialità tipiche gastronomiche di questa cucina erano inizialmente destinate al soddisfacimento delle esigenze energetiche delle persone impegnate nel lavoro nei campi e spesso consumate nell'ambito di una o al massimo due sedute alimentari quotidiane.

## Tradizione
I capisaldi della cucina romana sono i primi piatti, sia asciutti sia in brodo. 
Questi piatti sono preparati spesso con condimenti di verdure o legumi (ceci, patate, broccoli, fagioli) o con il cosiddetto quinto quarto (di carne).
Nei giorni di festa è usanza consumare l'abbacchio e la carne di capretto o di pecora, forniti dagli allevamenti locali ma anche le carni bianche polli, tacchini e conigli.
Roma è sempre stata un importante mercato più di consumo che non di produzione; tuttavia, la cucina romana popolare ha avuto a disposizione abbondanti prodotti tipici della regione: dalle pregiate qualità di olio, al vino, dalle verdure ai maiali e ovini della campagna romana o dell'Umbria (i macellai che vendevano maiale si chiamavano, infatti, norcini, e fino agli anni cinquanta non ne vendevano da dopo Pasqua a novembre).
Il burro nella vera cucina romana è assai raro: per ingrassare e friggere si usava casomai lo strutto di maiale. Il condimento d'elezione era e resta tuttora l'olio extravergine d'oliva.
Nell'antica Roma la cucina era molto semplice, a base di cereali, formaggi, legumi e frutta. Le spezie più usate erano il piper cubeba, cumino e il ligustico. I "piatti forti" consumati dai ricchi erano a base di carne, soprattutto di maiale, ma anche pesci e molluschi.
Roma vanta anche una lunga tradizione nella preparazione delle pizze, rustici e fritture, cucinati e venduti nelle numerosissime rosticcerie, oggi divenute ampiamente note e frequentate anche grazie al fenomeno del turismo di massa nel centro città.

## La cucina povera
Il quinto quarto è quel che rimane della bestia vaccina o ovina dopo che sono state vendute ai benestanti le parti pregiate: i due quarti anteriori e i due quarti posteriori.
Si tratta, quindi, di tutto quanto è commestibile delle interiora: trippa (la parte più pregiata è il reticolo, a Roma detta anche cuffia; l'abomaso è il lampredotto), rognoni (i reni della bestia: vanno tenuti a bagno in acqua acidulata con limone prima di cucinarli), cuore, fegato, milza, animelle (pancreas, timo e ghiandole salivari) e schienali, cervello e lingua. Dalla carne ovina si prende anche la coratella, l'insieme delle interiora (fegato, polmoni, cuore). Del bue si usa la coda, preparata nel tipico piatto alla vaccinara.
Per il maiale e la vitella a questa lista vanno aggiunti gli zampetti. Fin dalla Roma antica la cucina delle classi meno abbienti ha contemplato  prodotti del vicino Agro, farinate e legumi. Non a caso la celebre "puls" dei romani (che per questo erano detti "pultiferi", cioè mangiatori di polenta) era una pappa di cereali e legumi che nei diversi accostamenti prendeva altri nomi e sapori.
Tra i legumi erano i ceci a farla da padrona, anche sulla tavola dei ricchi. Bagnati di olio e presentati caldi in ciotoline di coccio aprivano il pasto della sera. Con i secoli, il volgo prese l'abitudine di fare della zuppa di legumi il piatto della vigilia, come pasta, ceci e baccalà.

## La cucina di festa

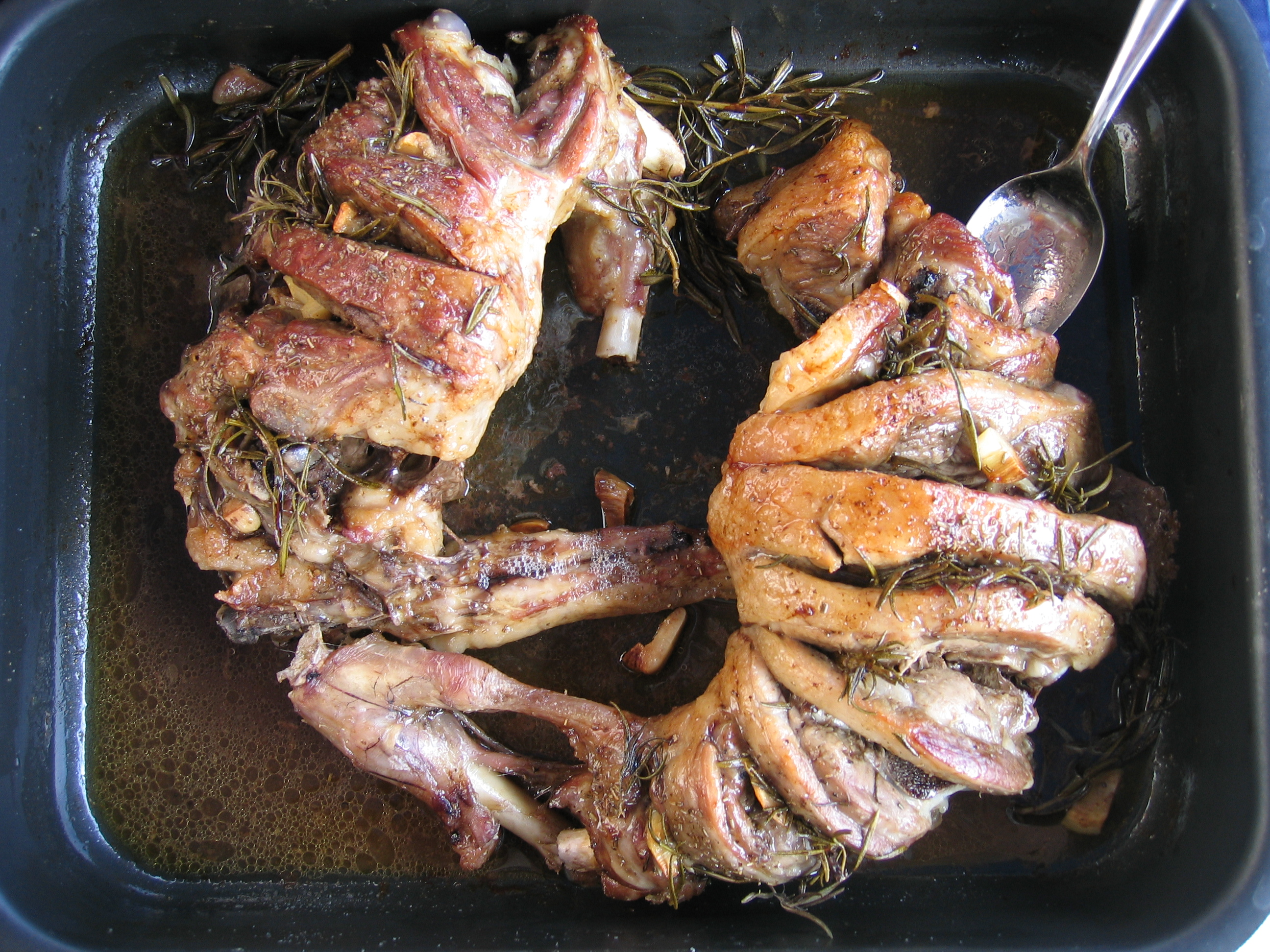
L’Abbacchio Pasquale alla romana

- i fritti pastellati (verdure, carne o pesce)
- l'abbacchio "alla romana" o "alla scottadito"
- la coratella con i carciofi
- il pollo con peperoni
- stracciatella alla romana
- le fettuccine
- le sagne
- i cannelloni
- i saltimbocca
- la polenta con sugo di spuntature di maiale o di pecora
- gli gnocchi con sugo di maiale o castrato
- baccalà (fritto, lessato o mantecato)
- la colazione pasquale con uova sode e salumi e "pizza di Pasqua"
- il piccione ripieno o in salmì

## Gli aromi

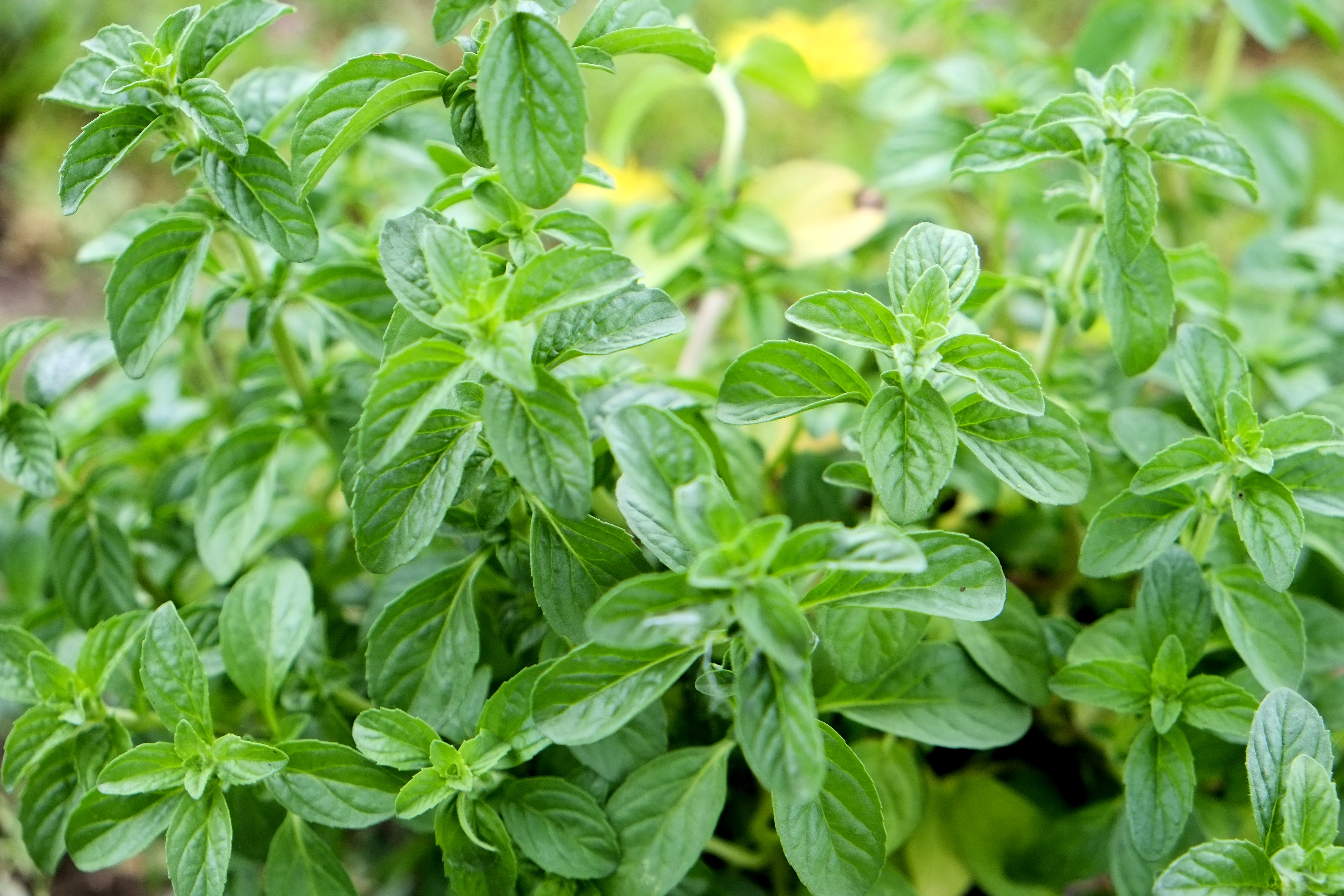
La menta romana

- Nella cucina laziale e romana in particolare si fa largo uso di spezie, condimenti e salse. Tra i più usati la mentuccia detta anche Nepetella, la menta romana detta anche Poleggio, il lauro, la maggiorana, il rosmarino, la salvia, il ginepro e il peperoncino. In alcuni secondi tipici, ad esempio nell'accompagnamento di carni rosse bollite o stufate, si usano salse di verdure dell'orto, salse tartufate e pinzimonio.

## Le verdure
- il broccolo romanesco
- i carciofi
- asparagi
- olive di Gaeta DOP

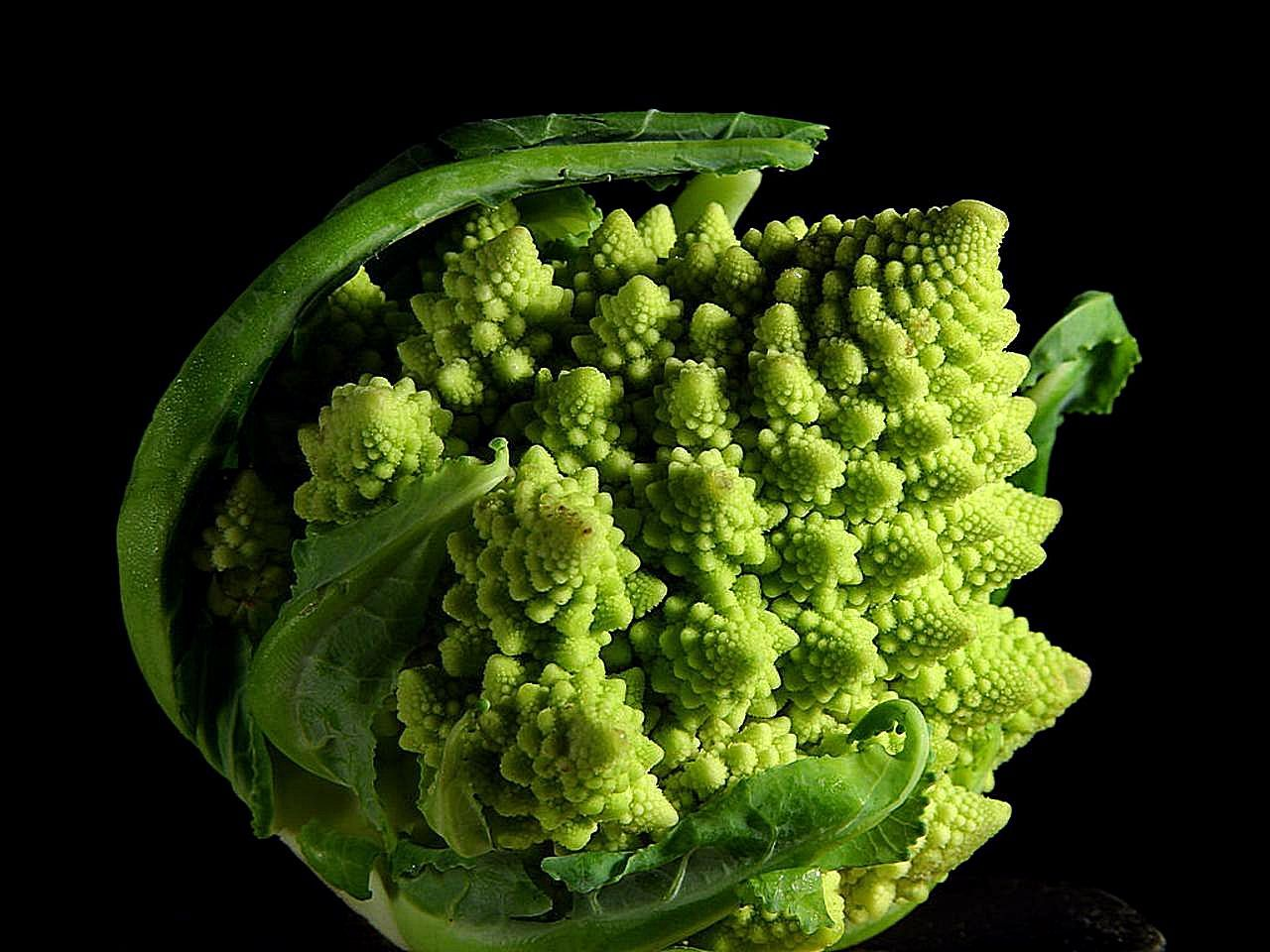
Il broccolo romanesco

- patate (di Leonessa o Viterbo IGP)
- fave
- zucca
- puntarelle
- zucchina romanesca
- lattuga romana
- cima di rapa
- la cicoria, la misticanza e le puntarelle
- legumi (ceci, cicerchia, lenticchie, fagioli)

## Il pesce
- le alici
- il baccalà
- le telline
- le cozze
- la trota
- le seppie
- il polpo
- la frittura di paranza

## La cucina degli ebrei romani

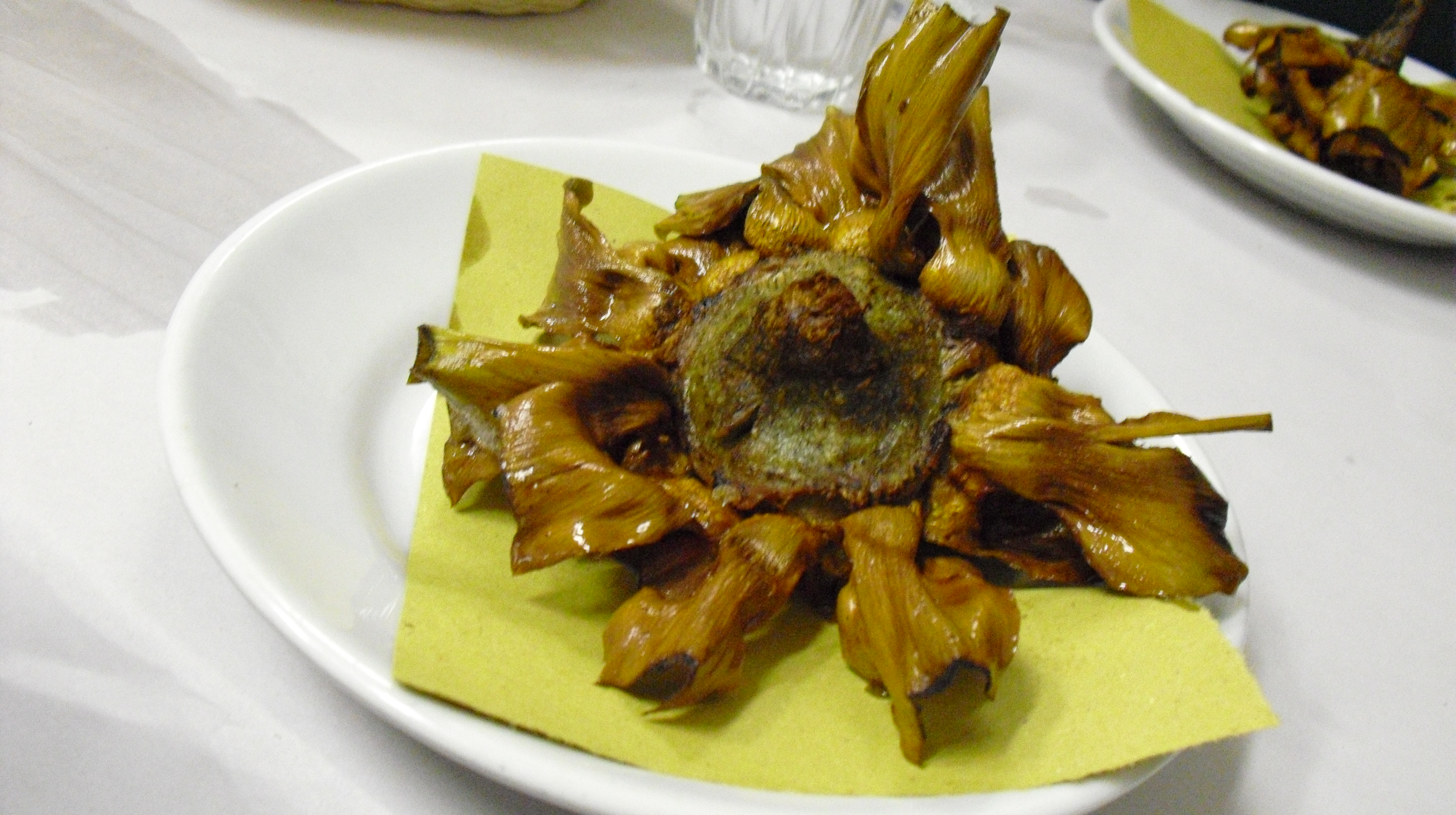
Carciofo alla Giudia del Ghetto Ebraico

- i carciofi alla giudia (puliti, fritti interi e insaporiti con sale e pepe)
- il tortino di alici e indivia
- "nocchiata" (torta di frutta secca)
- frattaglie (interiora, ossia il "quinto quarto")
- la crostata di ricotta e visciole

## Formaggi e dolci

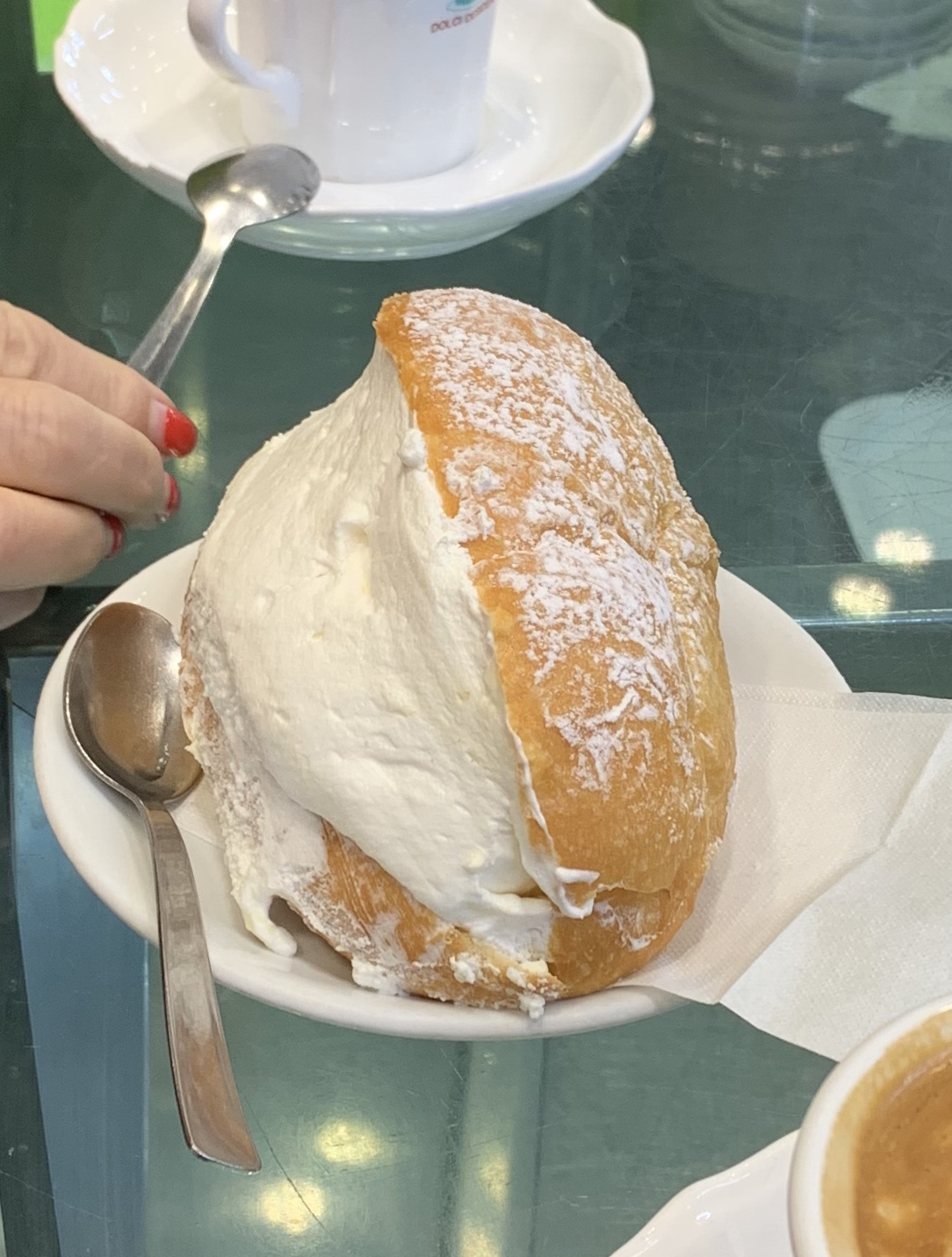
Il maritozzo romano

- la ricotta romana e il pecorino romano DOP, insieme ad altri formaggi stagionati e caciotte delle campagne del Reatino e del Frusinate
- le castagnole e le frappe, tipici dolci carnevaleschi diffusi in tutto il centro Italia
- il maritozzo, panino dolce soffice (talvolta con uvetta), spaccato a metà e farcito con abbondante panna montata freschissima
- il pangiallo e panpepato, tipico dolce natalizio diffuso in tutto il centro Italia
- la pizza cresciuta, dolce prenestino e tiburtino del periodo pasquale
- la pizza a solchi (o pizza a soleca), dolce sabino che si accompagna con i salumi la mattina di Pasqua
- gelati, granite e grattachecca romana
- i mostaccioli ed altri dolciumi secchi a base di anice, vino o liquori, miele o strutto.
- la pizza dolce di Beridde, dolce tradizionale degli ebrei romani

## Pane
- il pane casareccio di Genzano
- la ciriola romana
- la ciambella sorana
- la pizza bianca romana
- il pane di Lariano
- il pane casareccio di Canterano
- il pane di Vicovaro
- le cacchiarelle di Montelibretti

## Piatti tipici

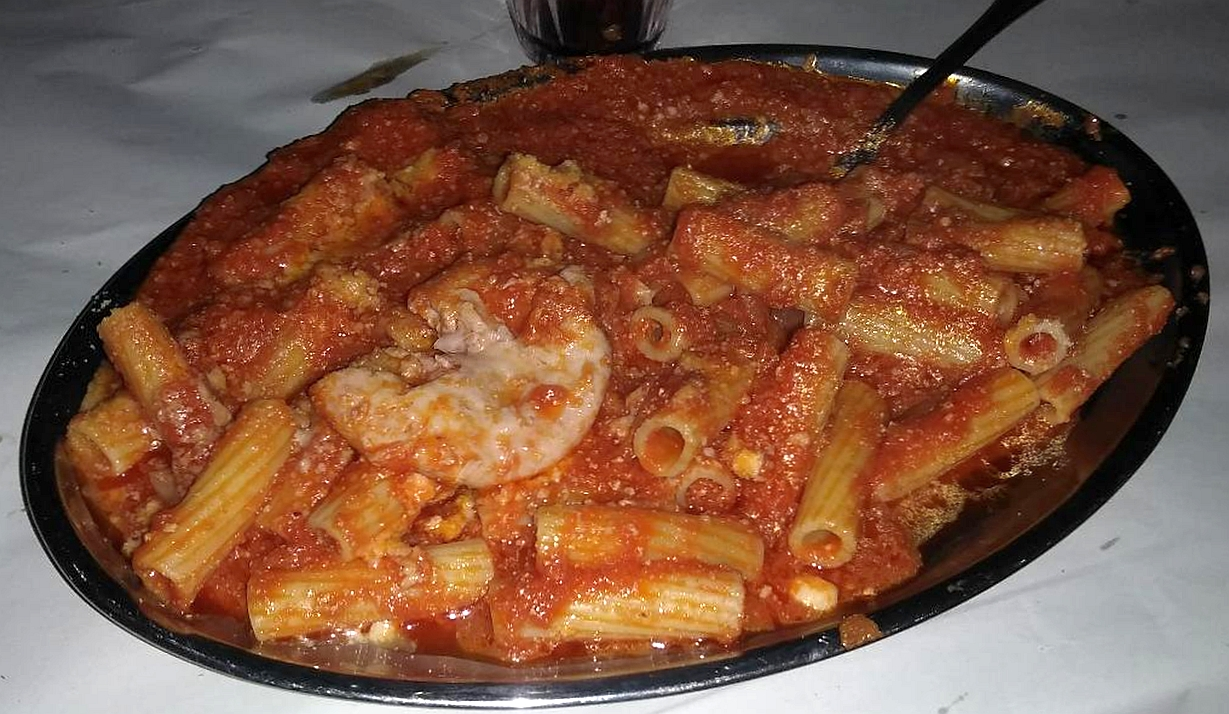
Rigatoni con la pajata

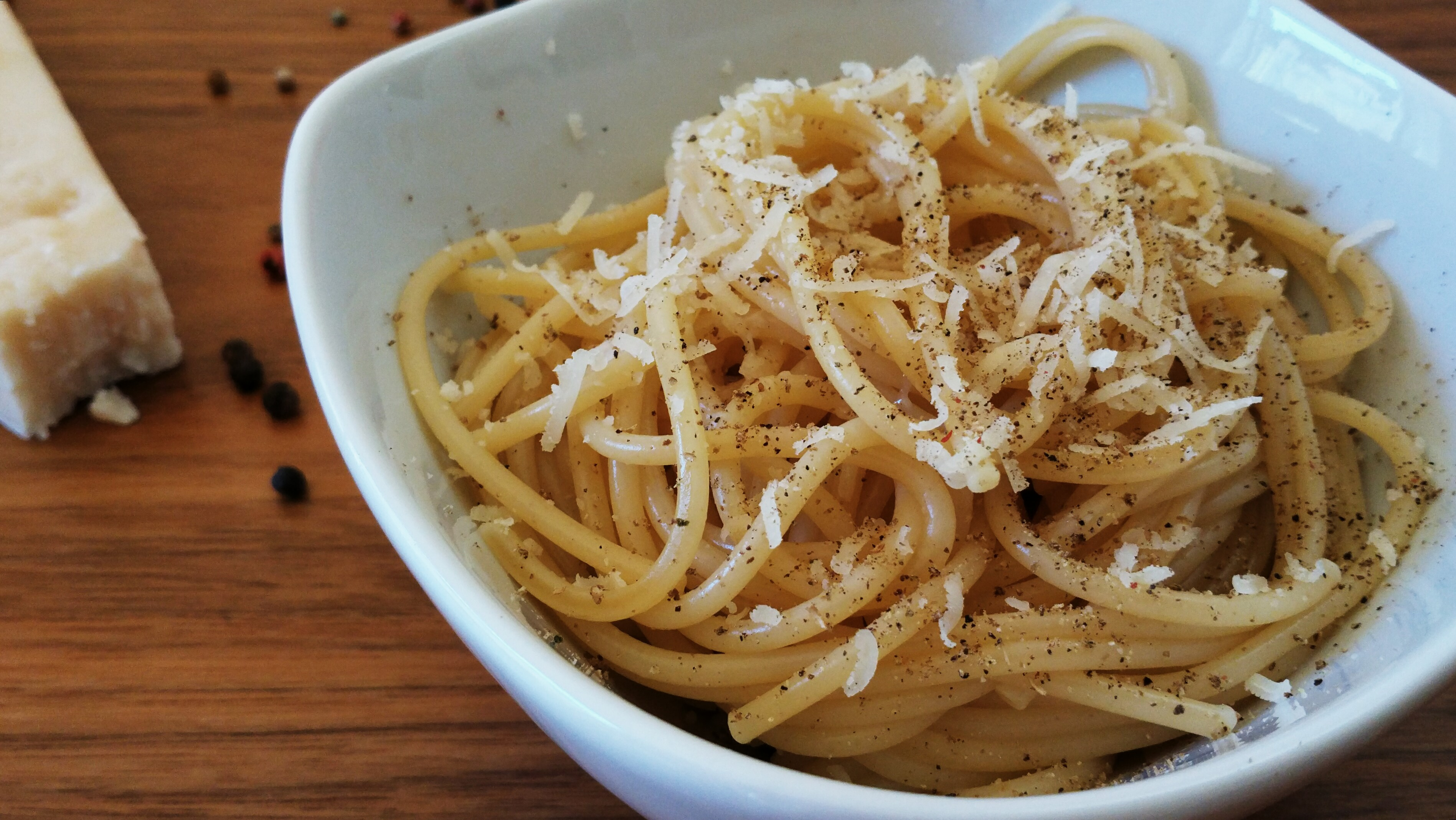
Spaghetti cacio e pepe

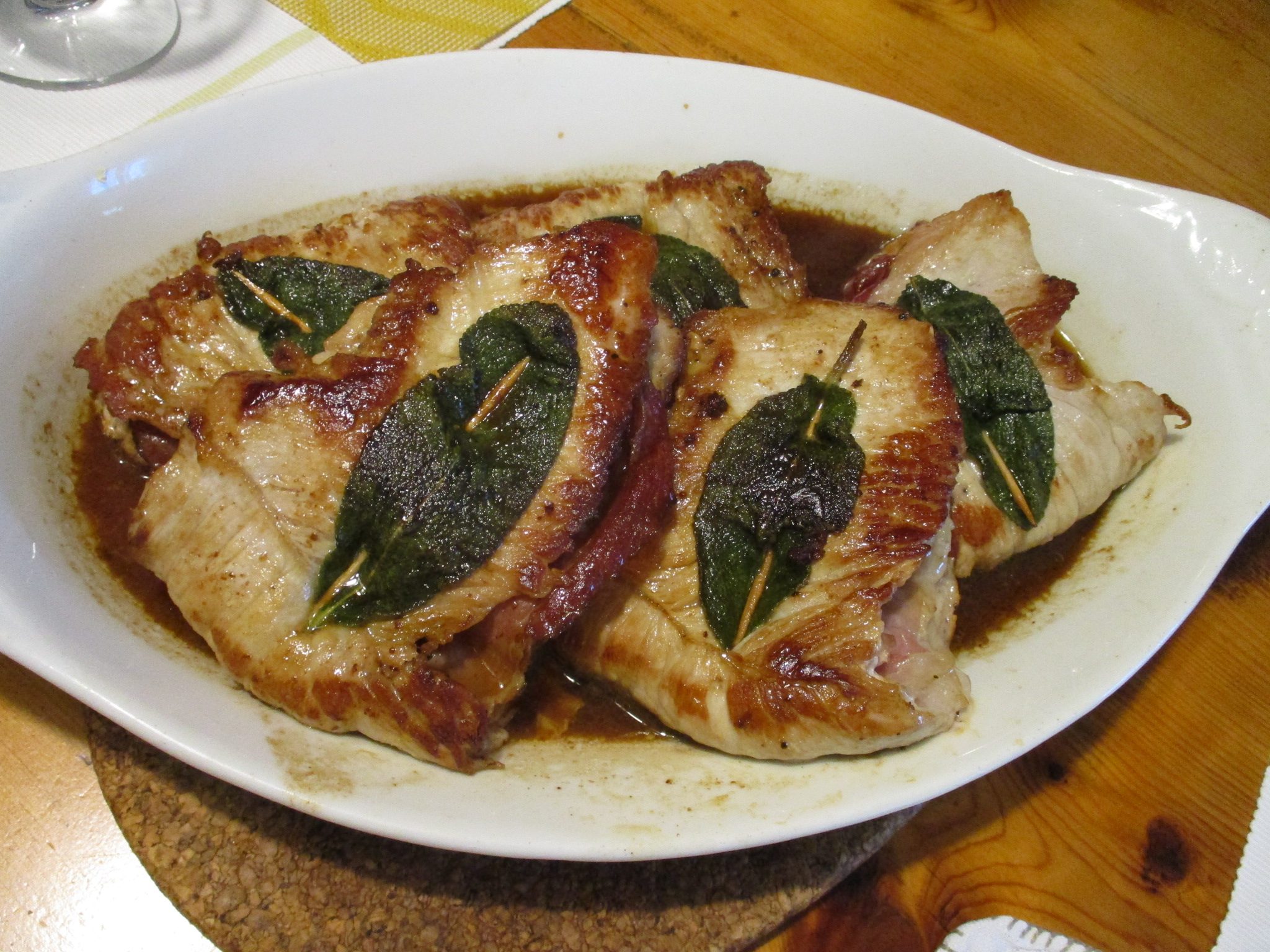
Saltimbocca alla romana

- Gli spaghetti o bucatini all'amatriciana, con guanciale, pecorino e salsa di pomodoro. Il piatto è originario di Amatrice ma importato dagli stessi amatriciani nella capitale. Una sua variante è la gricia, detta anche Amatriciana bianca.
- Gli spaghetti alla carbonara con uova di gallina, guanciale, pepe e pecorino. L'origine del piatto è tuttora incerta; alcuni sostengono la derivazione appenninica della pietanza, che sarebbe stata inventata dai carbonai (carbonari in dialetto romanesco). Altri propendono per l'origine alleata della carbonara, portata dai soldati statunitensi, i quali usavano il bacon e che avrebbero dato ai cuochi romani l'idea della ricetta vera e propria.
- La pasta alla gricia con guanciale, pepe e pecorino.
- I rigatoni con la pajata, ossia con l'intestino tenue di vitello da latte (il più gustoso) oppure di agnello e di capretto, contenente ancora il chimo, sostanza ricca e cremosa.
- I vermicelli cacio e pepe, il cui condimento è una semplice salsa di acqua di cottura, pepe e pecorino amalgamate ad arte.
- Le fettuccine alla papalina.
- Le penne all'arrabbiata.
- La pasta alla zozzona.
- La tiella
- La coratella d'abbacchio con i carciofi.
- La trippa alla romana, aromatizzata con la menta romana e condita da abbondante pecorino romano.
- L'abbacchio alla romana
- La stracciatella alla romana
- L'abbacchio brodettato.
- La coda alla vaccinara
- Il saltimbocca alla romana (fettina di vitello con prosciutto crudo e salvia, cotta nel burro e vino bianco)
- Il pollo con i peperoni (da tradizione a Ferragosto)
- I pomodori ripieni di riso al forno con patate
- Le coppiette di suino (strisce di carne condite con sale e spezie e stagionate per circa due mesi)
- I carciofi alla romana, carciofi alla giudia e i carciofi fritti
- I supplì "al telefono" di forma allungata cilindrica, preparati con riso al sugo di carne e cuore di mozzarella
- La pizza bianca alla pala e in genere la pizza al taglio
- Il bollito alla picchiapò (carne di manzo in umido al pomodoro)
- La stracciatella in brodo (uovo strapazzato aggiunto al brodo di manzo o gallina).
- La vignarola (piatto primaverile con fave, lattuga romana, carciofi e pisellini)

## Vini
In provincia di Roma, la zona dei Castelli Romani è la più importante dal punto di vista della produzione dei vini, si ricordano infatti: 
- DOCG da uve malvasia di Candia
- Cannellino di Frascati e Frascati Superiore, con la relativa DOC di ricaduta Frascati - oltre alle DOC Castelli Romani, Zagarolo, Montecompatri Colonna, Marino, Colli Albani, Colli Lanuvini, Velletri.